# 緯来電視網
緯来電視網（いらいでんしもう、英語：Videoland Television Network）は、中華民国（台湾）台北市内湖区に本社があるケーブルテレビ放送局である。略称は「緯来」、「VTN」。

## 主なチャンネル

### 現在のチャンネル
- 緯来綜合台
- 緯来戯劇台
- 緯来電影台
- 緯来育楽台
- 緯来体育台
- 緯来日本台
- 緯来精彩台

### エアーオフチャンネル
- 緯来児童台

### 一度配給のチャンネル（2011年以来、もはや配給チャンネル）
- 霹靂台湾台
- ディスカバリーチャンネル
- ザ・ラーニング・チャンネル
- アニマルプラネット